# Eagle Pass–Piedras Negras International Bridge
Die Eagle Pass–Piedras Negras International Bridge ist eine internationale Brücke, die über den Rio Grande führt und die Vereinigten Staaten und Mexiko miteinander verbindet. Genauer verbindet die Brücke die Städte Eagle Pass in Texas mit Piedras Negras in Coahuila. Die Brücke ist auch unter dem Namen „Eagle Pass Bridge 1“ und „Puente Piedras Negras–Eagle Pass“ bekannt. Die Straße wird auf der Seite von Eagle Pass zur U.S. Route 57 und Richtung Piedras Negras zur Carretera Federal 57.
Die amerikanische Seite der Brücke wird derzeit von „Port of Eagle Pass“ in Besitz gehalten, welche es auch verwalten. Die Brücke wurde ursprünglich 1927 erbaut und nach einer Flut, die die erste Brücke zerstörte, 1954 wieder aufgebaut. 1985 wurde die Brücke verstärkt. Die Brücke hat zwei Fahrstreifen und ist 565 Meter (1.855 ft.) lang.